# Valeria Sorokina
Valeria Sorokina (Reshetikha, 29 de março de 1984) é uma jogadora de badminton russa. medalhista olímpica, especialista em duplas.

## Carreira
Valeria Sorokina representou seu país nos Jogos Olímpicos de Verão de 2012 conquistando a medalha de bronze, nas duplas femininas com Nina Vislova. Elas são as primeiras medalhistas russas do badminton.